# Туз, Лидия Терентьевна
Лидия Терентьевна Туз, в девичестве — Топчиева (1928, Краснодарский край) — рабочая Насакиральского совхоза Министерства сельского хозяйства СССР, Махарадзевский район, Грузинская ССР. Герой Социалистического Труда (1951).

## Биография
Родилась в 1928 году в крестьянской семье в одном из сельских населённых пунктов современного Краснодарского края. После Великой Отечественной войны переехала в Грузинскую ССР. Трудилась на чайной плантации в бригаде Валериана Нацваладзе Насакиральского совхоза Мхарадзевского района, директором которого был Михаил Гварджаладзе. За выдающиеся трудовые достижения по итогам работы в 1948 году была награждена Орденом Ленина.
В 1950 году собрала 6623 килограмма зелёного чайного листа на площади 0,5 гектаров. Указом Президиума Верховного Совета СССР от 1 сентября 1951 года удостоена звания Героя Социалистического Труда за «получение в 1950 году высоких урожаев сортового зелёного чайного листа» с вручением ордена Ленина и золотой медали «Серп и Молот» (№ 6163).
Этим же указом званием Героя Социалистического Труда были награждены труженицы Насакиральского совхоза Мария Тимофеевна Ивахнова, Ирина Артёмовна Ковалёва, Анна Порфировна Прокопенко, Антонина Сергеевна Соболева, Прасковья Яковлевна Сотник и Елена Афанасьевна Фёдорова.
В последующем возвратилась в Краснодарский край. Проживала в станице Полтавская.
Награды
- Герой Социалистического Труда
- Орден Ленина — дважды (1949; 05.07.1951)